# Katholische Universität von Uruguay
Die Katholische Universität von Uruguay Dámaso Antonio Larrañaga (span.: Universidad Católica del Uruguay Dámaso Antonio Larrañaga, kurz: UCU) ist eine Privatuniversität in römisch-katholischer, jesuitischer Trägerschaft mit Sitz in Montevideo, Uruguay. 

## Geschichte
Die Hochschule wurde 1984 mit päpstlicher Unterstützung gegründet, dann 1985 staatlich anerkannt.

## Fakultäten
- Gesundheitswissenschaften
- Betriebswissenschaften
- Jura und Sozialwissenschaften
- Ingenieurwesen und Technologien
- UCU Business School
- Graduiertenkolleg

## Professoren
- Alejandro Abal Oliú (* 1948), Verfahrensrecht
- Pablo Mieres (* 1959), Politikwissenschaft
- Suleika Ibáñez (1937–2013), Literatur

## Absolventen
- Álvaro Brechner (* 1976), Drehbuchautor, Regisseur und Filmproduzent
- César Bianchi (* 1977), Journalist und Schriftsteller
- Juan Pablo Rebella (1974–2006), Drehbuchautor und Regisseur
- Luis Lacalle Pou (* 1973), Rechtsanwalt und Politiker, Präsident der Republik seit 2020